# Praktfruktduva
Praktfruktduva (Ptilinopus ornatus) är en fågel i familjen duvor inom ordningen duvfåglar.

## Utbredning och systematik
Praktfruktduva delas in i två underarter:
- Ptilinopus ornatus ornatus – förekommer på nordvästra Nya Guinea (Arfakbergen och kustnära Vogelkophalvön)
- Ptilinopus ornatus gestroi – förekommer på Nya Guinea (i väster till Cyklopbergen och Oninhalvön)

Birdlife International och internationella naturvårdsunionen IUCN urskiljer gestroi som en egen art. 

## Status
IUCN hotkategoriserar underarterna (eller arterna) var för sig, båda som livskraftiga.

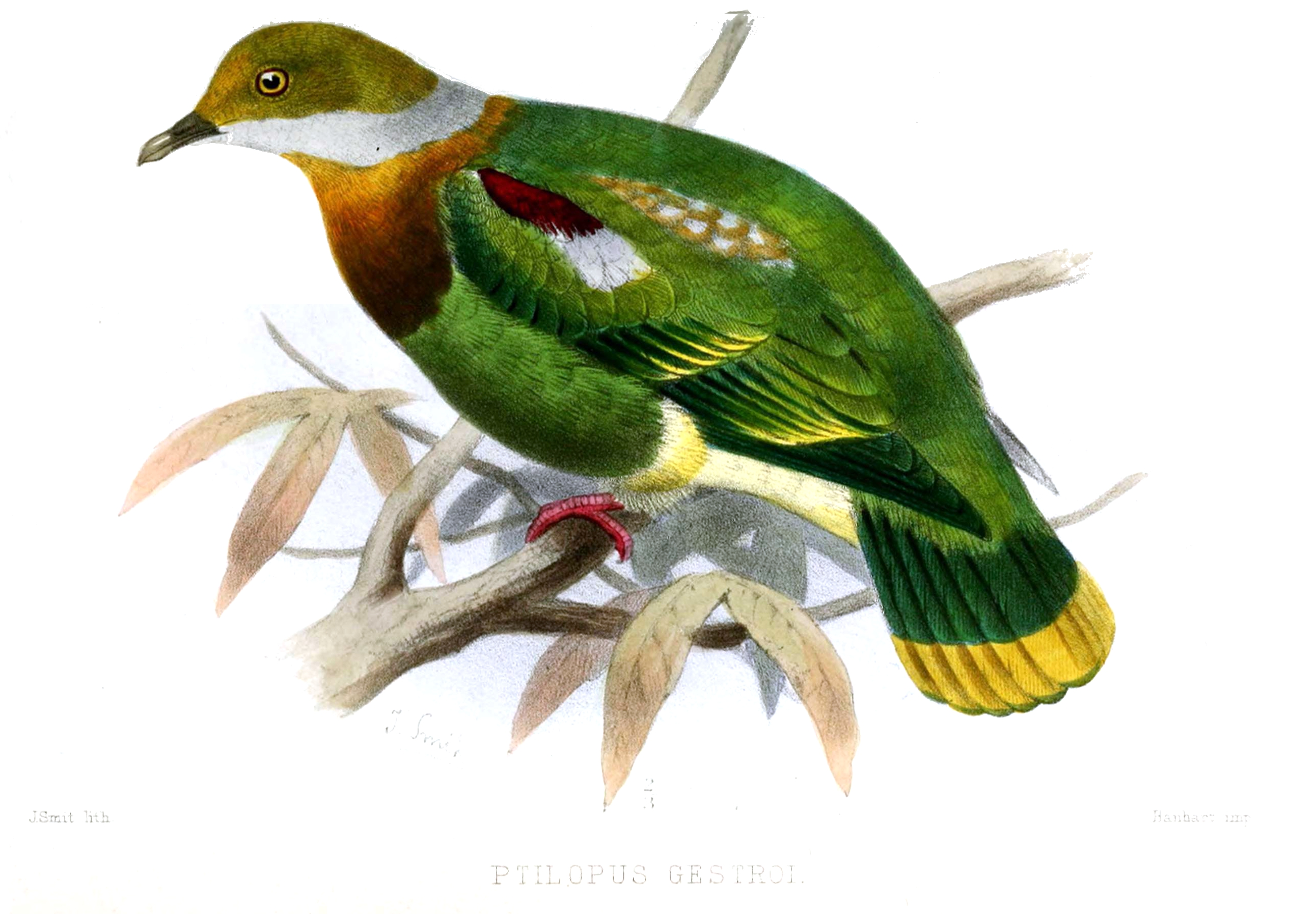